# 阿纳 (法属波利尼西亚)
阿纳（Anaa）是法国海外集体法屬玻里尼西亞土阿莫土-甘比尔群岛行政区的一个市镇，领土涵盖同名环礁及法艾泰環礁、莫图通阿环礁和塔哈内阿环礁。

## 地理
阿纳（17°26'11"S, 145°29'11"W）面积38 平方千米，位于法国海外集体法屬玻里尼西亞土亞莫土群島。
由于阿纳领土为海洋中的环礁，故不与任何市镇接壤。

## 行政
阿纳的邮政编码为98760、98786、98790，INSEE市镇编码为98711。

## 政治
阿纳的现任市长为卡利斯特·叶（Calixte Yip）先生，任期为2020-2026年。

## 人口
阿纳于2022年时的人口数量为970人。